# Alepidocline
Alepidocline là một chi thực vật có hoa trong họ Cúc (Asteraceae).

## Loài
Chi Alepidocline gồm các loài: